# Gmina Nysa
Die Gmina Nysa [ˈnɨsa] ist eine Stadt- und Landgemeinde im Powiat Nyski der Woiwodschaft Opole in Polen. Sitz des Powiat und der Gemeinde ist die gleichnamige Stadt (deutsch Neisse, auch Neiße) mit etwa 44.500 Einwohnern.

## Geographische Lage
Die Gemeinde hat eine Fläche von 217,6 km² und liegt etwa 45 Kilometer südwestlich von Opole (Oppeln). Otmuchów (Ottmachau) liegt fünf Kilometer entfernt. Von ihrer Südwestspitze sind es nur vier Kilometer zur tschechischen Grenze. Zu den Gewässern gehören die Nysa Kłodzka (Glatzer Neiße). Ihr Stausee Jezioro Nyskie liegt größtenteils auf Gemeindegebiet.

## Geschichte
Die Region kam 1816 verwaltungsmäßig an Oberschlesien. Am Ende des Zweiten Weltkriegs fiel sie an Polen. Im Jahr 1950 kam das Gemeindegebiet zur Woiwodschaft Opole. Diese änderte wiederholt ihren Zuschnitt. Der Bevölkerungsanteil der anerkannten deutschen Minderheit lag bei der Volkszählung von 2002 bei 0,2 Prozent.

## Politik

### Bürgermeister
An der Spitze der Stadtverwaltung steht der Bürgermeister. Dies ist seit 2014 Kordian Kolbiarz, der mit seinem eigenen Wahlkomitee antritt. Die turnusmäßige Wahl im April 2024 führte zu folgendem Ergebnis:
- Kordian Kolbiarz (Wahlkomitee Kordian Kolbiarz) 53,5 % der Stimmen
- Arkadiusz Kuglarz (Koalicja Obywatelska) 28,9 % der Stimmen
- Celina Lichnowska (Wahlkomitee „Celina Lichnowska – Nysa verbindet uns“) 8,7 % der Stimmen
- Andrzej Stadnik (Wahlkomitee „Tradition – Entwicklung – Modernität“) 6,9 % der Stimmen
- Piotr Fitowski (Trzecia Droga) 2,0 % der Stimmen

Damit wurde Amtsinhaber Kolbiarz erneut bereits im ersten Wahlgang wiedergewählt.
Die turnusmäßige Wahl im Oktober 2018 führte zu folgendem Ergebnis:
- Kordian Kolbiarz (Wahlkomitee Kordian Kolbiarz) 61,9 % der Stimmen
- Paweł Nakonieczny (Prawo i Sprawiedliwość) 12,9 % der Stimmen
- Piotr Smota (Wahlkomitee „Liga für Nysa“) 11,8 % der Stimmen
- Jolanta Trytko-Warczak (Koalicja Obywatelska) 8,5 % der Stimmen
- Tomasz Hakus (Wahlkomitee „Selbstverwaltung Hankus 2018“) 5,0 % der Stimmen

Damit wurde Kolbiarz bereits im ersten Wahlgang wiedergewählt.

### Stadtrat
Der Stadtrat besteht aus 23 Mitgliedern und wird von der Bevölkerung gewählt. Die Stadtratswahl 2024 führte zu folgendem Ergebnis:
- Koalicja Obywatelska (KO) 24,7 % der Stimmen, 8 Sitze
- Wahlkomitee Kordian Kolbiarz 23,0 % der Stimmen, 6 Sitze
- Prawo i Sprawiedliwość (PiS) 21,1 % der Stimmen, 6 Sitze
- Wahlkomitee „Forum Selbstverwaltung 2002“ 9,1 % der Stimmen, 1 Sitz
- Wahlkomitee „Positiv – Klub für soziale Initiativen“ 7,9 % der Stimmen, 1 Sitz
- Wahlkomitee „Celina Lichnowska – Nysa verbindet uns“ 6,5 % der Stimmen, 1 Sitz
- Wahlkomitee „Tradition – Entwicklung – Modernität“ 4,0 % der Stimmen, kein Sitz
- Trzecia Droga (TD) 1,9 % der Stimmen, kein Sitz
- Übrige 1,9 % der Stimmen, kein Sitz

Die Stadtratswahl 2018 führte zu folgendem Ergebnis:
- Wahlkomitee Kordian Kolbiarz 30,9 % der Stimmen, 8 Sitze
- Prawo i Sprawiedliwość (PiS) 22,8 % der Stimmen, 7 Sitze
- Koalicja Obywatelska (KO) 20,2 % der Stimmen, 5 Sitze
- Wahlkomitee „Forum Selbstverwaltung 2002“ 9,9 % der Stimmen, 2 Sitze
- Wahlkomitee „Liga für Nysa“ 7,6 % der Stimmen, 1 Sitz
- Wahlkomitee „Selbstverwaltung Hankus 2018“ 4,6 % der Stimmen, kein Sitz
- Wahlkomitee „Zusammen für die Gemeinde 2018“ 4,0 % der Stimmen, kein Sitz

### Partnerstädte und -gemeinden
- Lüdinghausen (Nordrhein-Westfalen) seit 1993
- Ingelheim am Rhein (Rheinland-Pfalz)
- Jeseník (Tschechien)
- Šumperk (Tschechien)
- Kolomyja (Ukraine)
- Baltijsk (Oblast Kaliningrad)

## Gliederung
Die Stadt-und-Land-Gemeinde Nysa zählt etwa 57.500 Einwohner und gliedert sich neben der gleichnamigen Stadt in weitere Dörfer:
| - Biała Nyska (Bielau) - Domaszkowice (Ritterswalde) - Głębinów (Glumpenau) - Goświnowice (Friedenthal-Großgiesmannsdorf; 1939–1945: Großgiesmannsdorf) - Hajduki Nyskie (Heidau) - Hanuszów (Hannsdorf) - Iława (Eilau) - Jędrzychów (Heidersdorf) - Kępnica (Deutsch Kamitz; 1936–1945: Hermannstein) - Konradowa (Konradsdorf) - Koperniki (Köppernig) - Kubice (Kaundorf) - Lipowa (Lindewiese) | - Morów (Mohrau) - Niwnica (Neunz) - Nysa (Neisse, Neiße) - Podkamień (Steinhübel) - Przełęk (Preiland) - Radzikowice (Stephansdorf) - Regulice (Rieglitz) - Rusocin (Riemertsheide) - Sękowice (Sengwitz) - Siestrzechowice (Grunau) - Skorochów (Kohlsdorf) - Wierzbięcice (Oppersdorf) - Wyszków Śląski (Wischke; 1936–1945: Lindendorf) - Złotogłowice (Groß Neundorf) |

## Sehenswürdigkeiten
Das 1945 stark zerstörte Nysa ist noch reich an Baudenkmalen. Es wurde wegen seiner Barockarchitektur als „Schlesisches Rom“ bezeichnet.